# Haréville
Haréville est une commune française située dans le département des Vosges, en région Grand Est. On la nomme parfois Haréville-sous-Montfort pour la différencier d'Harréville-les-Chanteurs dans la Haute-Marne.

## Géographie

### Localisation
La commune est à 2,5 km de Valleroy-le-Sec, 3,2 de La Neuville-sous-Montfort et 4,1 de Vittel.

### Sismicité
Commune située dans une zone 2 de sismicité faible.
| They-sous-Montfort | La Neuveville-sous-Montfort | Remoncourt        |
| Vittel             | Haréville                   |                   |
|                    | Valleroy-le-Sec             | Monthureux-le-Sec |

### Hydrographie et les eaux souterraines
Hydrogéologie et climatologie : Système d’information pour la gestion des eaux souterraines du bassin Rhin-Meuse :
Territoire communal : Occupation du sol (Corinne Land Cover); Cours d'eau (BD Carthage),
Géologie : Carte géologique; Coupes géologiques et techniques,
 Hydrogéologie : Masses d'eau souterraine; BD Lisa; Cartes piézométriques.

#### Réseau hydrographique
La commune est située dans le bassin versant du Rhin et le bassin versant de la Meuse au sein du bassin Rhin-Meusele bassin versant de la Meuse. Elle est drainée par le ruisseau l'Eau de la Ville et le ruisseau du Pre Janneton,.
Le ruisseau l'Eau de la Ville, d'une longueur totale de 12,1 km, prend sa source dans la commune  et se jette dans le Madon à Bainville-aux-Saules, après avoir traversé cinq communes.

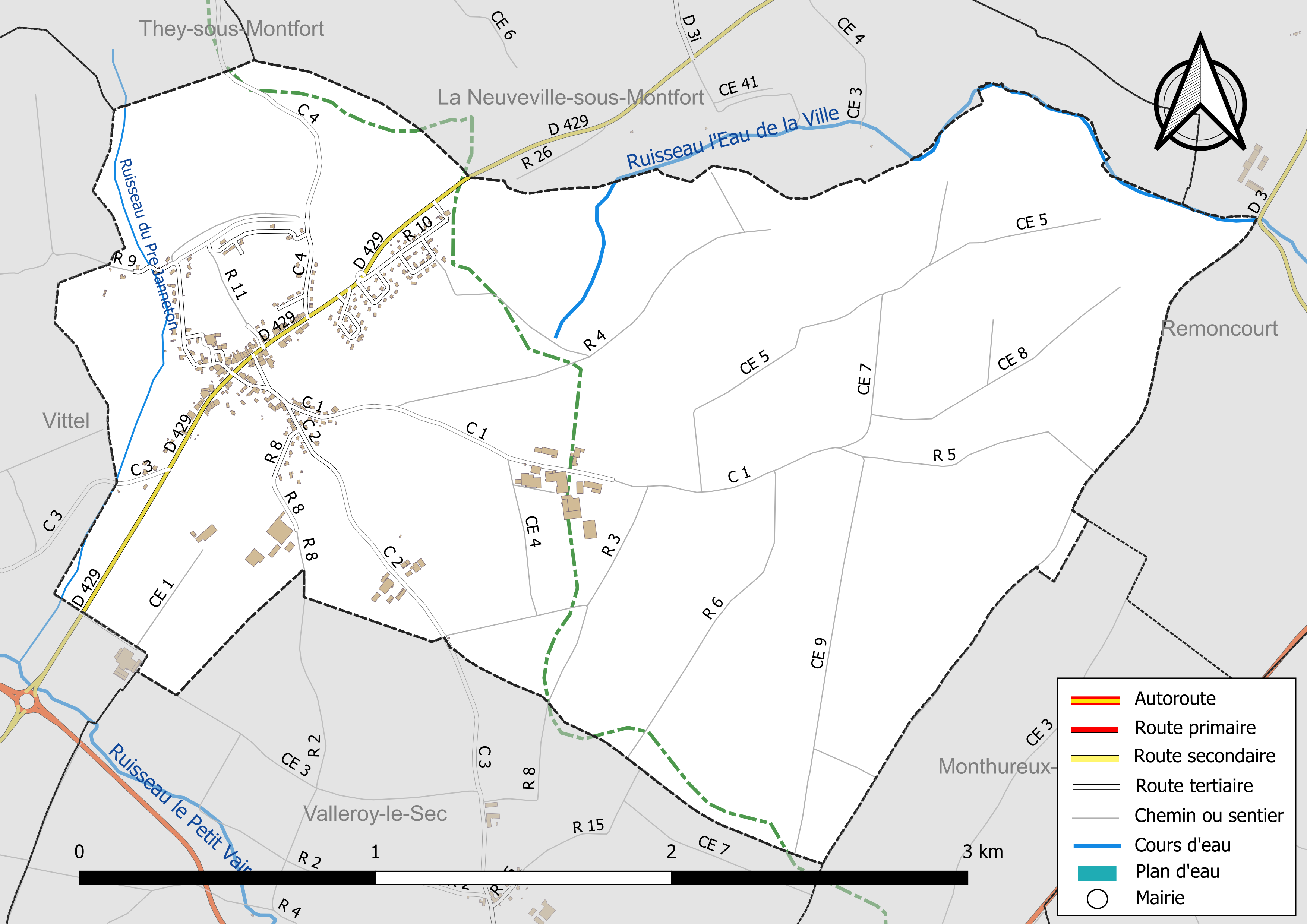
Réseaux hydrographique et routier d'Haréville.

#### Gestion et qualité des eaux
Le territoire communal est couvert par le schéma d'aménagement et de gestion des eaux (SAGE) « Nappe des Grès du Trias Inférieur ». Ce document de planification, dont le territoire comprend le périmètre de la zone de répartition des eaux de la nappe des Grès du trias inférieur (GTI), d'une superficie de 1 497 km2, est en cours d'élaboration. L’objectif poursuivi est de stabiliser les niveaux piézométriques de la nappe des GTI et atteindre l'équilibre entre les prélèvements et la capacité de recharge de la nappe. Il doit être cohérent avec les objectifs de qualité définis dans les SDAGE Rhin-Meuse et Rhône-Méditerranée. La structure porteuse de l'élaboration et de la mise en œuvre est le conseil départemental des Vosges.
La qualité des eaux de baignade et des cours d’eau peut être consultée sur un site dédié géré par les agences de l’eau et l’Agence française pour la biodiversité.

### Climat
Pour des articles plus généraux, voir Climat du Grand Est et Climat des Vosges.
En 2010, le climat de la commune est de type climat de montagne, selon une étude du Centre national de la recherche scientifique s'appuyant sur une série de données couvrant la période 1971-2000. En 2020, Météo-France publie une typologie des climats de la France métropolitaine dans laquelle la commune est dans une zone de transition entre le climat océanique altéré et le climat océanique altéré et est dans la région climatique  Lorraine, plateau de Langres, Morvan, caractérisée par un hiver rude (1,5 °C), des vents modérés et des brouillards fréquents en automne et hiver.
Pour la période 1971-2000, la température annuelle moyenne est de 9,5 °C, avec une amplitude thermique annuelle de 17 °C. Le cumul annuel moyen de précipitations est de 984 mm, avec 13,2 jours de précipitations en janvier et 9,6 jours en juillet. Pour la période 1991-2020, la température moyenne annuelle observée sur la station météorologique de Météo-France la plus proche, « Lignéville », sur la commune de Lignéville à 6 km à vol d'oiseau, est de 10,3 °C et le cumul annuel moyen de précipitations est de 856,3 mm. 
La température maximale relevée sur cette station est de 38,7 °C, atteinte le 25 juillet 2019 ; la température minimale est de −17,5 °C, atteinte le 20 décembre 2009,,.
Les paramètres climatiques de la commune ont été estimés pour le milieu du siècle (2041-2070) selon différents scénarios d'émission de gaz à effet de serre à partir des nouvelles projections climatiques de référence DRIAS-2020. Ils sont consultables sur un site dédié publié par Météo-France en novembre 2022.

## Urbanisme

### Typologie
Au 1er janvier 2024, Haréville est catégorisée commune rurale à habitat dispersé, selon la nouvelle grille communale de densité à sept niveaux définie par l'Insee en 2022.
Elle est située hors unité urbaine. Par ailleurs la commune fait partie de l'aire d'attraction de Vittel - Contrexéville, dont elle est une commune de la couronne,. Cette aire, qui regroupe 72 communes, est catégorisée dans les aires de moins de 50 000 habitants,.

### Occupation des sols
L'occupation des sols de la commune, telle qu'elle ressort de la base de données européenne d’occupation biophysique des sols Corine Land Cover (CLC), est marquée par l'importance des territoires agricoles (64 % en 2018), en diminution par rapport à 1990 (67,2 %). La répartition détaillée en 2018 est la suivante : 
terres arables (37,8 %), forêts (27,3 %), zones agricoles hétérogènes (25,6 %), zones urbanisées (8,7 %), prairies (0,5 %). L'évolution de l’occupation des sols de la commune et de ses infrastructures peut être observée sur les différentes représentations cartographiques du territoire : la carte de Cassini (XVIIIe siècle), la carte d'état-major (1820-1866) et les cartes ou photos aériennes de l'IGN pour la période actuelle (1950 à aujourd'hui).

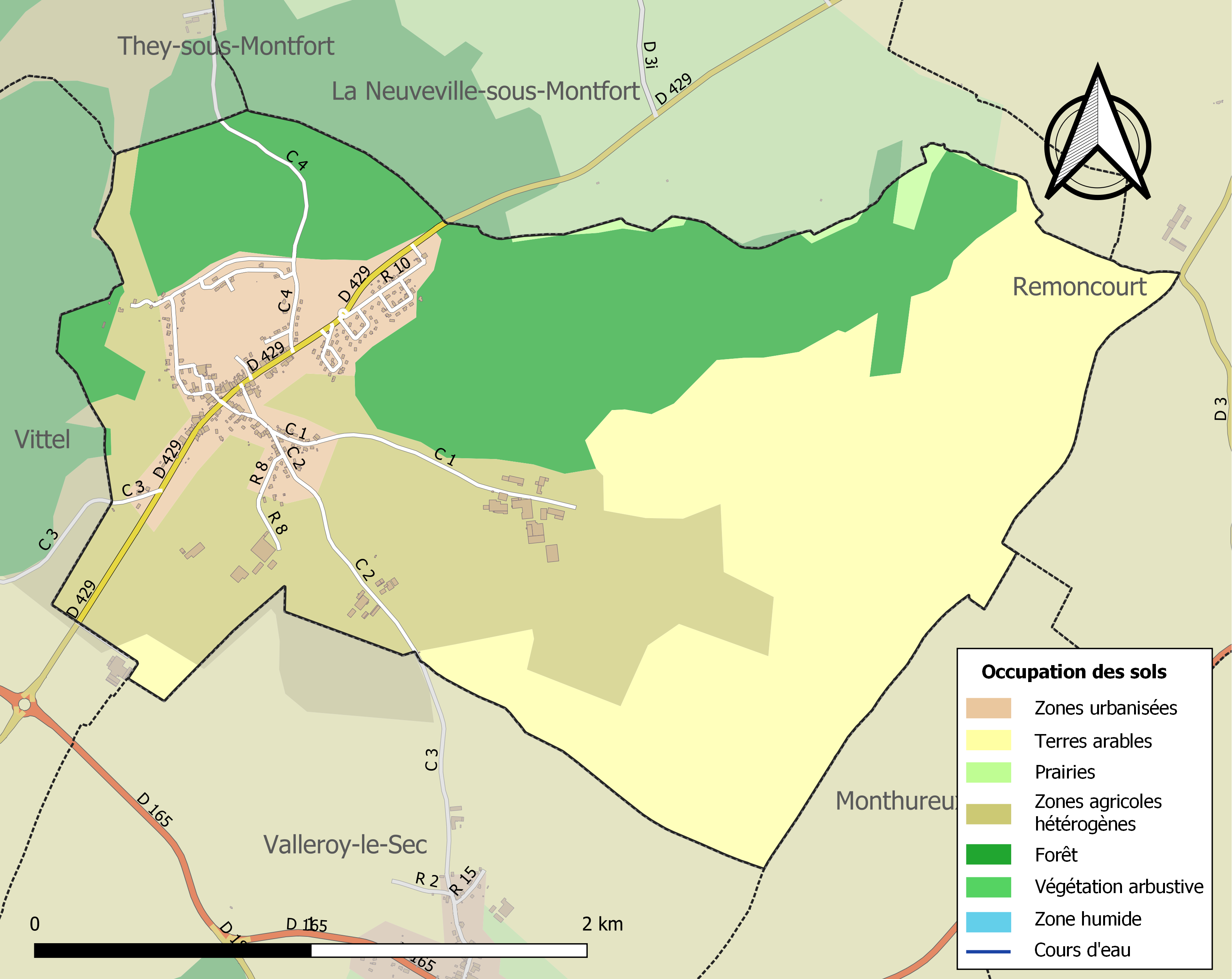
Carte des infrastructures et de l'occupation des sols de la commune en 2018 (CLC).

### Voies de communications et transports

#### Voies routières
- L’autoroute A31 (aussi appelée autoroute de Lorraine-Bourgogne) : Échangeurs Bulgnéville, Châtenois.

#### Transports en commun
- Fluo Grand Est.

#### Lignes SNCF
- La commune est traversée par la Ligne de Merrey à Hymont - Mattaincourt et accueillait autrefois une gare qui permettait de prendre le train sur cette même ligne.
- Gare de Vittel.
- Gare de Contrexéville.
- Gare de Neufchâteau.

## Toponymie
Le village aurait été construit en même temps que la commune de La Neuveville-sous-Montfort à la suite de la destruction de la petite ville de Sugène.
Le nom de la localité est attesté sous les formes Hareville (1289) ; Hairevile (1292) ; Hareyville (1291) ; Hareiville in Borgonia (XIIIe siècle) ; Herreyville (1597) ; Harreville (an II).

## Histoire
Le village aurait été construit en même temps que la commune de La Neuveville-sous-Montfort à la suite de la destruction de la petite ville de Sugène, qui aurait disparu à la suite d'une grande bataille livrée sur ce point entre les Romains et les Barbares. Le village voisin aurait été construit à la même place (nouvelle ville), tandis que le village d'Haréville aurait été construit 2 kilomètres à l'ouest (arrière ville).
La construction du village aurait débuté après la destruction de la petite ville de Sugène. Malheureusement, aucune trace de cette ville n'a été trouvé, bien qu'il y ait une rue de Sugène, dans la ville voisine de Vittel.

### Hypothèse sur l'origine de Sugène
Que l’on appelle sugène mais aussi ségène. Le toponyme est d’origine celtique : segudunum, qui se traduit par « montagne forte ». Ce qui correspond au site en élévation de « la colline du Montfort ». On retrouve l’étymologie seg, dans Ségovie en Espagne, mais aussi avec une variation dans Sion (près de Vaudémont) et en Suisse qui sont effectivement des oppida (un oppidum) gaulois. La version seg, est aussi à la base de noms de lieux pour désigner le seigle….

La construction du château féodal a totalement rasé les vestiges d’une occupation gauloise et peut-être gallo-romaine. On n’a jamais pu localiser ni une place forte, ni une agglomération. Par contre on a découvert plusieurs établissements gallo-romains (villas) dans le secteur. En tous cas il y a à Vittel une rue de Sugène, qui peut être un diverticule qui se détache d’une voie romaine relativement importante qui reliait Sugène à Nijon (l’antique noviomagus) ; c’est un tronçon de cette voie qui fut fouillé sur plus d’un kilomètre à Contrexéville en 2000, à Vittel le tracé de l’actuelle rue Saint-Eloy est en partie sur cette voie, que l’on retrouve près de la source Hépar (vestiges d’un temple) vers Haréville, sous la forme d’un lieu-dit appelé le pré de la chaussée, cette chaussée désigne une voie romaine, de même que la croisette dans ce secteur est un croisement de voies anciennes.
Quand à Laneuveville, c’est effectivement une nouvelle ville reconstruite, soit autre part par rapport à une ville précédente disparue, soit sur place ; dans la carte archéologique, il est écrit qu’on a vu des vestiges de constructions anciennes et que des découvertes gallo-romaines ont été faites, près des maisons au nord du village.
 
Ce n’est pas toujours facile d’être affirmatif dans ce domaine, il y a tellement de versions, selon les étymologistes consultés, mais la version montagne forte, devenue Montfort semble la plus vraisemblable.

### Fait divers
Le 27 juillet 1964, un car transportant un groupe folklorique de Perpignan s'écrase sur la voie ferrée après avoir défoncé le parapet du pont de chemin de fer. Sur les 27 occupants du car, 19 sont morts sur le coup. Une stèle a été érigée pour la mémoire de ces personnes.

## Politique et administration
| Période                                  | Période                         | Identité                             | Étiquette | Qualité     |
| ---------------------------------------- | ------------------------------- | ------------------------------------ | --------- | ----------- |
| Les données manquantes sont à compléter. |                                 |                                      |           |             |
|                                          | mars 1971                       | André Mathieu                        |           |             |
| mars 1971                                | mars 2001                       | Jean-Marie Dieudonné (d) (1929-2016) |           | Agriculteur |
| mars 2001                                | En cours (au 1er décembre 2021) | Maurice Grosse (d)                   |           |             |

### Budget et fiscalité 2022

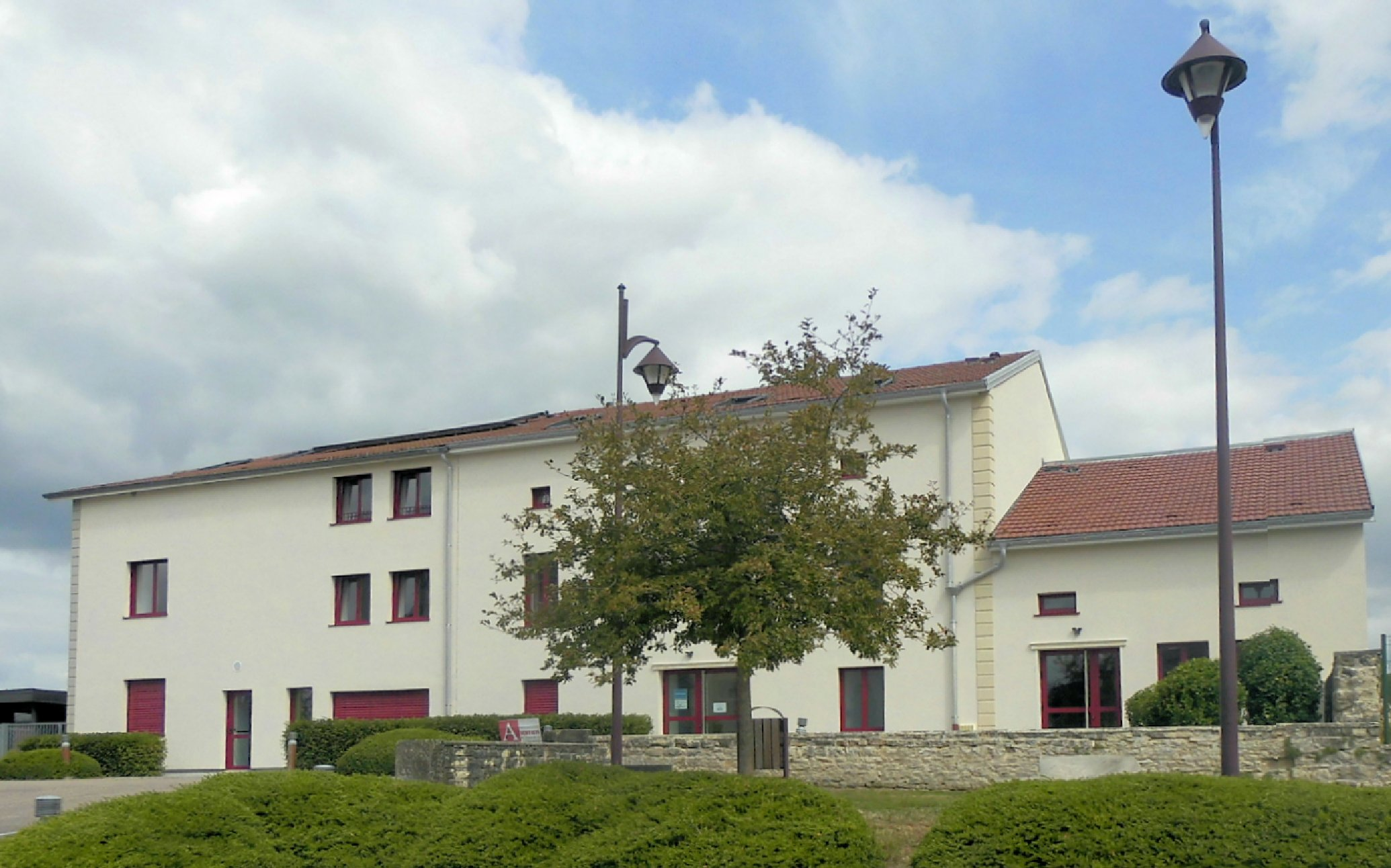
La mairie de la commune.

En 2022, le budget de la commune était constitué ainsi :
- total des produits de fonctionnement : 726 000 €, soit 1 467 € par habitant ;
- total des charges de fonctionnement : 499 000 €, soit 1 008 € par habitant ;
- total des ressources d'investissement : 207 000 €, soit 418 € par habitant ;
- total des emplois d'investissement : 167 000 €, soit 338 € par habitant ;
- endettement : 4 000 €, soit 8 € par habitant.

Avec les taux de fiscalité suivants :
- taxe d'habitation : 25,45 % ;
- taxe foncière sur les propriétés bâties : 39,38 % ;
- taxe foncière sur les propriétés non bâties : 20,64 % ;
- taxe additionnelle à la taxe foncière sur les propriétés non bâties : 38,75 % ;
- cotisation foncière des entreprises : 23,43 %.

Chiffres clés Revenus et pauvreté des ménages en 2021 : médiane en 2021 du revenu disponible, par unité de consommation : 24 250 €.

## Population et société

### Démographie

#### Évolution démographique
L'évolution du nombre d'habitants est connue à travers les recensements de la population effectués dans la commune depuis 1793. Pour les communes de moins de 10 000 habitants, une enquête de recensement portant sur toute la population est réalisée tous les cinq ans, les populations de référence des années intermédiaires étant quant à elles estimées par interpolation ou extrapolation. Pour la commune, le premier recensement exhaustif entrant dans le cadre du nouveau dispositif a été réalisé en 2008.

En 2022, la commune comptait 470 habitants, en évolution de −2,29 % par rapport à 2016 (Vosges : −2,96 %, France hors Mayotte : +2,11 %).
| 1793 | 1800 | 1806 | 1821 | 1831 | 1836 | 1841 | 1846 | 1856 |
| ---- | ---- | ---- | ---- | ---- | ---- | ---- | ---- | ---- |
| 185  | 216  | 230  | 245  | 280  | 300  | 331  | 353  | 346  |

| 1861 | 1866 | 1876 | 1881 | 1886 | 1891 | 1896 | 1901 | 1906 |
| ---- | ---- | ---- | ---- | ---- | ---- | ---- | ---- | ---- |
| 374  | 349  | 325  | 327  | 301  | 307  | 275  | 288  | 285  |

| 1911 | 1921 | 1926 | 1931 | 1936 | 1946 | 1954 | 1962 | 1968 |
| ---- | ---- | ---- | ---- | ---- | ---- | ---- | ---- | ---- |
| 272  | 237  | 275  | 270  | 259  | 238  | 228  | 253  | 248  |

| 1975 | 1982 | 1990 | 1999 | 2006 | 2008 | 2013 | 2018 | 2022 |
| ---- | ---- | ---- | ---- | ---- | ---- | ---- | ---- | ---- |
| 295  | 389  | 429  | 475  | 524  | 538  | 495  | 480  | 470  |

### Enseignement
Établissements d'enseignements :
- Écoles maternelles et primaires à Haréville, Remoncourt, Vittel, Valfroicourt.
- Collèges à Vittel, Contrexéville, Mandres-sur-Vair, Mirecourt, Dompaire.
- Lycées à Contrexéville, Mandres-sur-Vair, Mirecourt, Harol.

### Santé
Professionnels et établissements de santé :
- Médecins à Vittel, Remoncourt, Contrexéville, Lerrain, Bulgnéville.
- Pharmacies à Vittel, Remoncourt, Contrexéville, Lerrain, Bulgnéville, Darney.
- Hôpitaux à Vittel, Mattaincourt, Mirecourt, Ville-sur-Illon.

### Cultes
- Culte catholique, Paroisse Saint-Basle-de-la-Plaine[33], Diocèse de Saint-Dié.

## Économie

### Entreprises et commerces

#### Agriculture
- Culture et élevage associés.
- Élevage de vaches laitières.
- Élevage d'autres bovins et de buffles.

#### Tourisme
- Hébergements et restauration à Vittel, Dombasle-devant-Darney, Rouvres-en-Xaintoix, Mirecourt.

#### Commerces
- Commerces et services de proximité.
- La commune dispose également d'un forage d'eau minérale sur son territoire qui constitue un revenu annuel d'environ 300 000 euros.

## Culture locale et patrimoine

### Lieux et monuments
- Église Saints-Férréol-et-Ferjeux[34].

Statue Saint Ferjeux.
Cloches.
- Patrimoine architectural rural recensé par le service de l'Inventaire général du patrimoine culturel[37].
- Jardin de pruniers[38].
- Monument aux morts[39].

### Héraldique
| Blason de Haréville | Blason  | D'azur à la tour d'argent ouverte, ajourée et maçonnée de sable, accostée de deux saints aussi d'argent tenant chacun leur tête dans leurs mains au milieu du corps.                                                 |
| Blason de Haréville | Détails | La tour indique qu'il s’agit d'Haréville sous le château de Montfort, pour bien marquer la différence avec Harréville-les-Chanteurs. Saint Ferréol et saint Ferjeux sont les saints patrons de l'église d'Haréville. |

## Pour approfondir